# Straßenbahn Magazin
Das Straßenbahn Magazin ist eine deutsche Zeitschrift über Straßenbahnen und Nahverkehr. Sie wurde 1970 vom Verlag Franckh-Kosmos gegründet, ging später an den GeraNova Zeitschriftenverlag über und erscheint seit Ausgabe Nummer 99 (1/1996) im GeraMond Verlag.

## Geschichte
Nachdem die Nullnummer 1970 als Sonderausgabe im Lok Magazin erprobt wurde, erschien das Magazin ab August 1971 dreimonatlich (Februar, Mai, August, November). Drei Ausgaben widmeten sich nur einem Betrieb: 17 (Straßburg), 21 (Bremen) und 24 (Köln). Ab Ausgabe 39 vom Februar 1981 änderte sich der Untertitel von „Berichte und Bilder aus Vergangenheit und Gegenwart“ in „Der elektrische Nahverkehr in Berichten und Bildern aus Vergangenheit und Gegenwart“. Im November 1993 wurde mit Ausgabe 91 auf ein neues Erscheinungsbild umgestellt, bevor ab Ausgabe 99 und dem Wechsel zu GeraMond im Februar 1996 das gesamte Straßenbahn Magazin überarbeitet wurde – darunter auch das Format, der Umfang und der Anteil an Farbfotos. Zeitgleich wurden nun sechs Ausgaben pro Jahr vertrieben; ab Ausgabe 123 (01/2000) wurde auf eine monatliche Erscheinungsweise umgestellt. Seit Ende 2022 erscheinen nur noch elf Ausgaben im Jahr.

## Auflage
Das Straßenbahn Magazin erscheint monatlich in einer Auflage von knapp 9000 Exemplaren. Es ist nach eigenen Angaben Europas größte Straßenbahnzeitschrift. Der Umfang liegt bei etwa 80 Seiten.

## Inhalt
Die Zeitschrift dokumentiert in Text und Bild die historischen Entwicklungen im Schienennahverkehr und berichtet über Neuerungen in den Verkehrsbetrieben in Deutschland, Europa und weltweit. Historische und moderne Fahrzeuge, Betriebe, Strecken und Depots sowie Museen werden vorgestellt. Seit 1997 werden auch Modellstraßenbahnen behandelt, anfangs als beiliegendes 16-seitiges DIN-A-5-Heft nur für Abonnenten, später als fester Bestandteil der Zeitschrift. Leiter der Modellredaktion ist seit 1998 Jens-Olaf Griese-Bandelow.

## Redaktion
Der Redaktionssitz ist in München.
Redaktionsleitung:
- Clemens Hahn (Chefredakteur bis September 2000)
- Thilo Kreier (Redaktionsleiter bis Februar 2002)
- Clemens Hahn (Programmleiter bis Mai 2002)
- Michael Knoblach (komm. Redaktionsleiter bis April 2003)
- Clemens Hahn (Programmleiter bis Juni 2004)
- (Bis Mai 2008 ohne Redaktionsleitung)
- Michael Krische (Programmleiter bis Mai 2009)
- Michael Krische (Chefredakteur bis Juni 2010)
- Michael Krische (Redaktionsleiter bis August 2011)
- (Bis Januar 2013 ohne Redaktionsleitung)
- Michael Krische (Redaktionsleiter bis Mai 2014)
- Michael Hofbauer, vorm. Krische (Chefredakteur seit Juni 2014)[3]
- Florian Dürr (2024)[2]

Verantwortlicher Redakteur (Herausgeber):
- Bernd Otto Gessner von Sothen (1970 bis 1974)
- Heinz Matthiesen (1974 bis 1976)
- Martin Pabst (1977 bis 1998 mit Unterbrechungen)
- Herbert Sommerfeld (1980 bis 1983)
- Konrad Hierl (1980 bis 1993 mit Unterbrechungen)
- Wolfgang Klee (bis Mitte 2005)
- Stefan Vockrodt (bis Mitte 2012)
- André Marks (bis November 2015)
- Martin Weltner (bis November 2018)
- Michael Sperl (Mai 2019 bis Februar 2021)